# لوکاس پوگ
لوکاس پوگ (انگلیسی: Lucas Pugh؛ زادهٔ ۱ ژانویهٔ ۱۹۹۴) بازیکن فوتبال اهل آرژانتین است.
از باشگاه‌هایی که در آن بازی کرده‌است می‌توان به باشگاه فوتبال ریور پلاته اشاره کرد.
وی همچنین در تیم ملی فوتبال Argentina U-17 بازی کرده‌است.